# Solspann

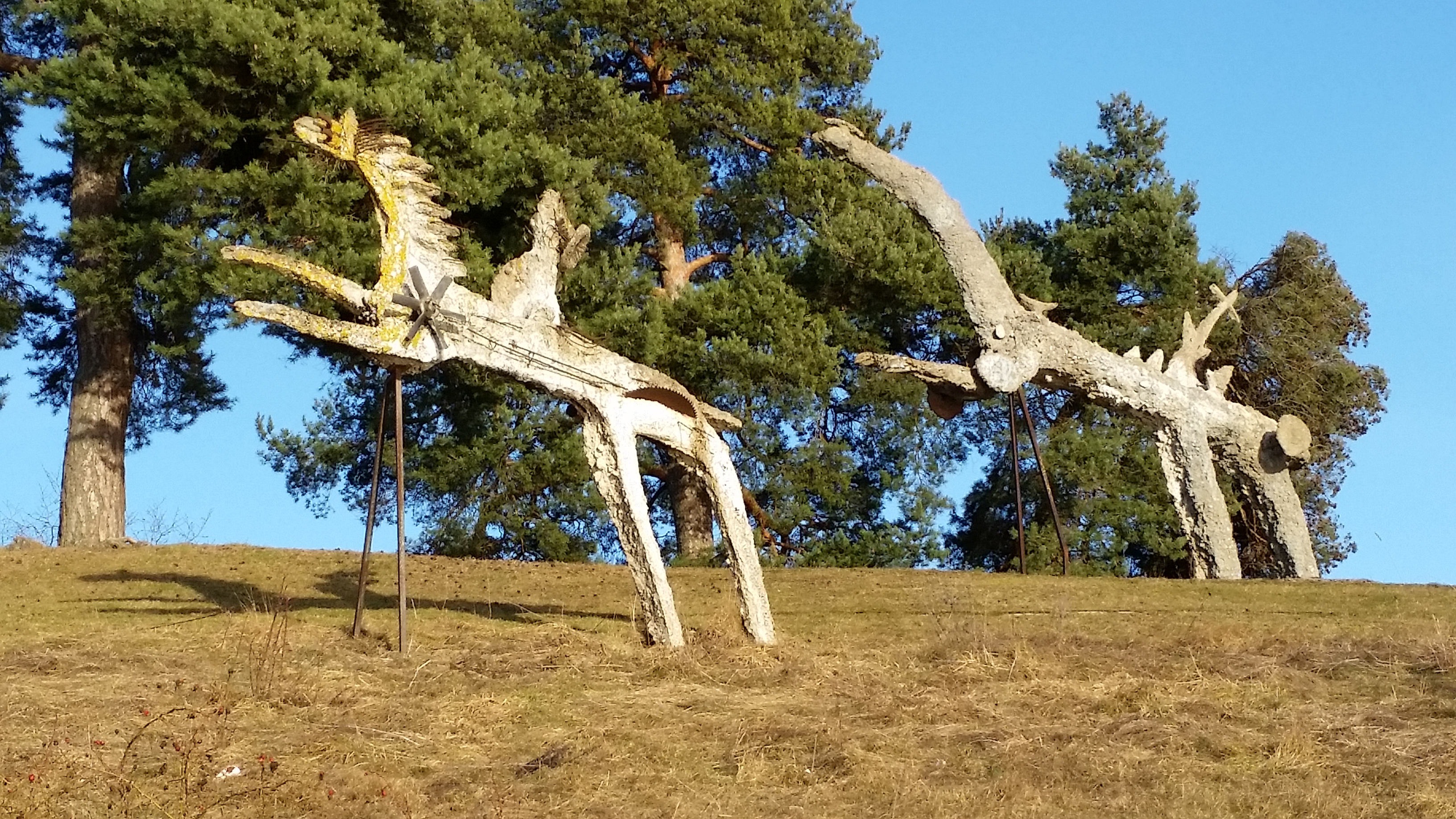
Solspann, två av skulpturerna i gruppen.

Solspann är en skulpturgrupp av betong i Södertälje av Władysław Hasior.
Solspann symboliserar solens väg över himlavalvet, där solskivan är dragen av en grupp hästar. Skulpturgruppen står på östra kanalslänten nära slussen i Södertälje kanal.
Södertälje konsthalls intendent Eje Högestätt tog kontakt med Władysław Hasior för en utställning i Södertälje. En sådan utställning blev av några år senare, med vernissage i oktober 1972. Södertälje kommun beställde skulpturen 1972. Hasior gjorde vid denna tid flera monumentala skulpturer i betong, bland andra Eldfåglarna utanför Koszalyn i Polen. Platsen, den så kallade Hälsokullen mellan Badhuset och slussbron, valdes ut efter Hasiors förslag.
Liksom Władysław Hasiors övriga betongskulpturer, gjordes inte Solspanns hästar i ateljé, utan kom till på plats i två etapper hösten 1972 och 1976 under ålderdomliga former. Ett dike grävdes i närheten, i vilket skulpturen göts med armeringsjärn och betong samt med skrotattiraljer av stål som kugghjul och rör. Skulpturen restes därefter och placerades på plats.
Solspann består av sex löpande hästar. De har rännor i nacken, som kan fyllas med bensin och tändas på för att tillägga det fjärde elementet till de övriga tre: jord, vatten och luft.